# فوشیان‌هویا
فوشیان‌هویا (نام علمی: Fuxianhuia protensa) نام یک گونه از زیرشاخه گیره‌داران است.